# Traugott Konstantin Oesterreich
Traugott Konstantin Oesterreich (Stettino, 15 settembre 1880 – Tubinga, 28 luglio 1949) è stato un filosofo tedesco.
Oesterreich era interessato alla parapsicologia, ma ha anche sostenuto la filosofia del materialismo.
È autore di Die Bessessenheit (1921), un libro parlante di demoni, tradotto in inglese nel 1930. William Peter Blatty, autore de L'esorcista, ha preso spunto dal libro di Oesterreich.

## Pubblicazioni
- Kant und die Metaphysik (Kantstudien, Ergänzungsheft Nr. 2), Berlin 1906; zuvor als Dissertationsdruck: Halle 1905.
- Die deutsche Philosophie in der zweiten Hälfte des XIX. Jahrhunderts, Tübingen 1910.
- Die Phänomenologie des Ich in ihren Grundproblemen, Leipzig 1910.
- Die religiöse Erfahrung als philosophisches Problem. Vortrag gehalten in der Kant-Gesellschaft in Berlin am 14. April 1915, Berlin 1915.
- Einführung in die Religionspsychologie als Grundlage für Religionsphilosophie und Religionsgeschichte, Berlin 1917.
- Das Weltbild der Gegenwart, Berlin 1920; 2. Aufl. Berlin 1925.
- Die Besessenheit, Langensalza 1921.
- Der Okkultismus im modernen Weltbild, Dresden 1921.
- Die Philosophie des Auslandes vom Beginn des 19. Jahrhunderts bis auf die Gegenwart. Überwegs Grundriss der Geschichte der Philosophie, Fünfter Teil. Berlin 1923, bearbeitet von Traugott Konstantin Oesaterreich.
- Occultism and Modern Science (1923)
- Die philosophische Bedeutung der mediumistischen Phänomene. Erweiterte Fassung des auf dem Zweiten Internationalen Kongress für parapsychologische Forschung in Warschau gehaltenen Vortrags, Stuttgart 1924.
- Grundbegriffe der Parapsychologie. Eine Philosophische Studie, Pfullingen  1931.
- Possession: Demoniacal and Other among Primitive Races, in Antiquity, the Middle Ages, and Modern Times (1966)